# 輪湖文一郎
輪湖 文一郎（わご ぶんいちろう）は、日本の建築家。
1930年（昭和5年）竣工の李王邸を主任技手として権藤要吉のもとで担当した。。
またその他の担当作品に朝香宮邸（1933年）など。
朝日新聞社懸賞中小住宅図案競技では六十七號型八十五案に選出、東京商工奨励館主催商店建築及店頭計画図案競技では選外佳作。